# Станіслав Барея
Станіслав Сильвестр Барея (пол. Stanisław Sylwester Bareja) (нар. 5 грудня 1929 у Варшаві, пом. 14 червня 1987 в Ессені ) — польський кінорежисер, кіносценарист і актор.
12 листопада 2008 року журнал Film оголосив його найкращим комедійним режисером століття.
1989 року закінчив І Загальноосвітній ліцей ім. Стефана Жеромського у Єленій-Ґурі. В жовтні того ж року почався навчатися у кіношколі в Лодзі на режисерському факультеті. Закінчив навчання 1954 року, проте не склав екзамени. 1959 року представив як дипломну роботу короткометражний фільм «Gorejące czapki», проте його не було зараховано. Диплом магістра мистецтва отримав аж 24 квітня 1974 року, коли представив як дипломну роботу свій фільм «Mąż swojej żony» і здав на «добре» випускний екзамен.
Від 1960 року знімав фільми, насамперед комедії. Також був творцем багатьох телевізійних серіалів.
Був одружений з Ганною Котковською-Барея, мистецьким критиком.
Брав участь у антикомуністичній опозиції. Гараж його будинку був фотолабораторією для підпільного видавництва. Перевіз на даху свого авто через кордон величезну друкарську машину. Також допомагав опозиціонеру Збігнєву Буякові, котрий переховувався від влади.
Помер від інфаркту. Похований на Черняковському кладовищі.
6 жовтня 2011 року отримав зірку на Алеї зірок у Лодзі.

## Фільмографія

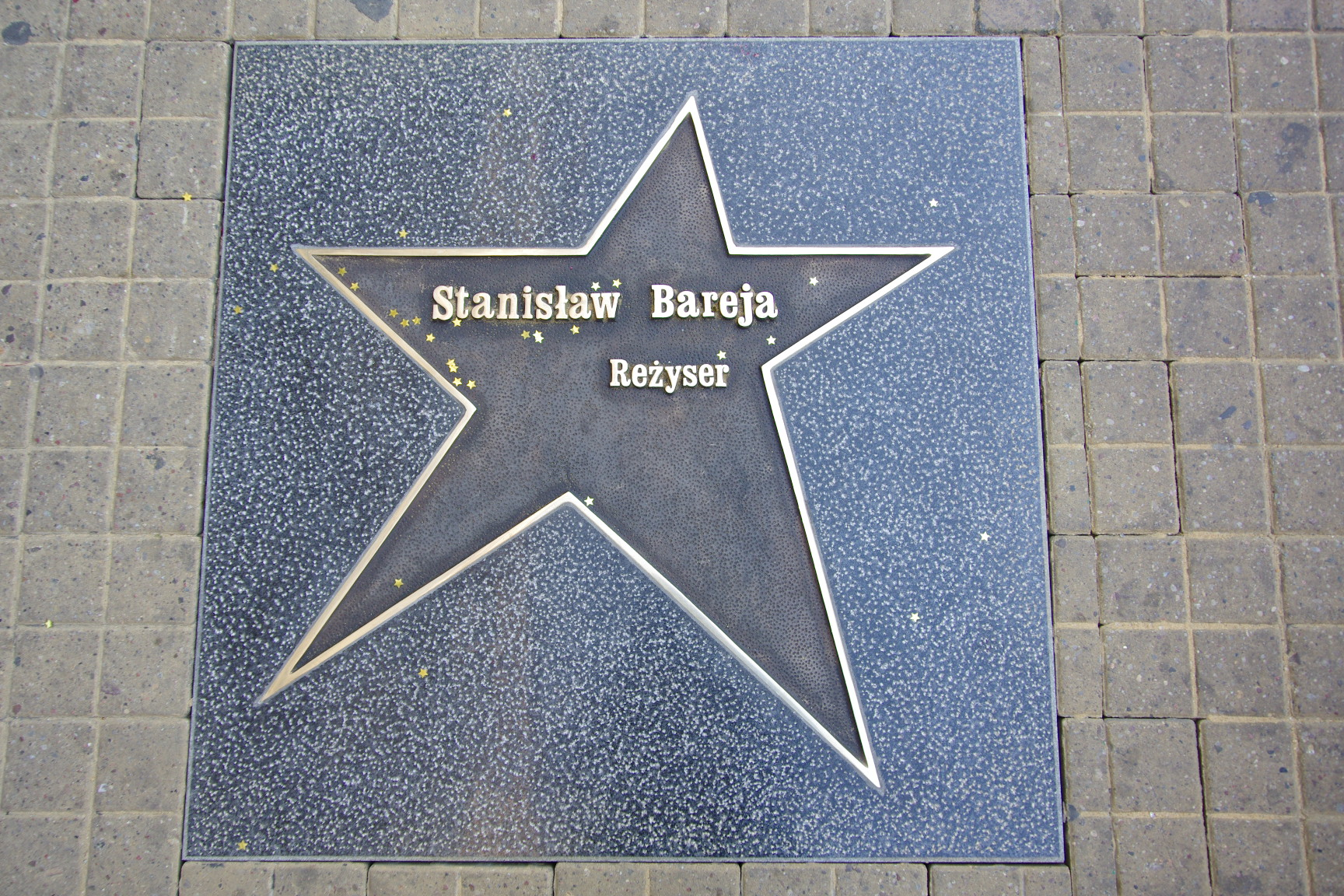
Зірка Станіслава Бареї на Алеї зірок у Лодзі.

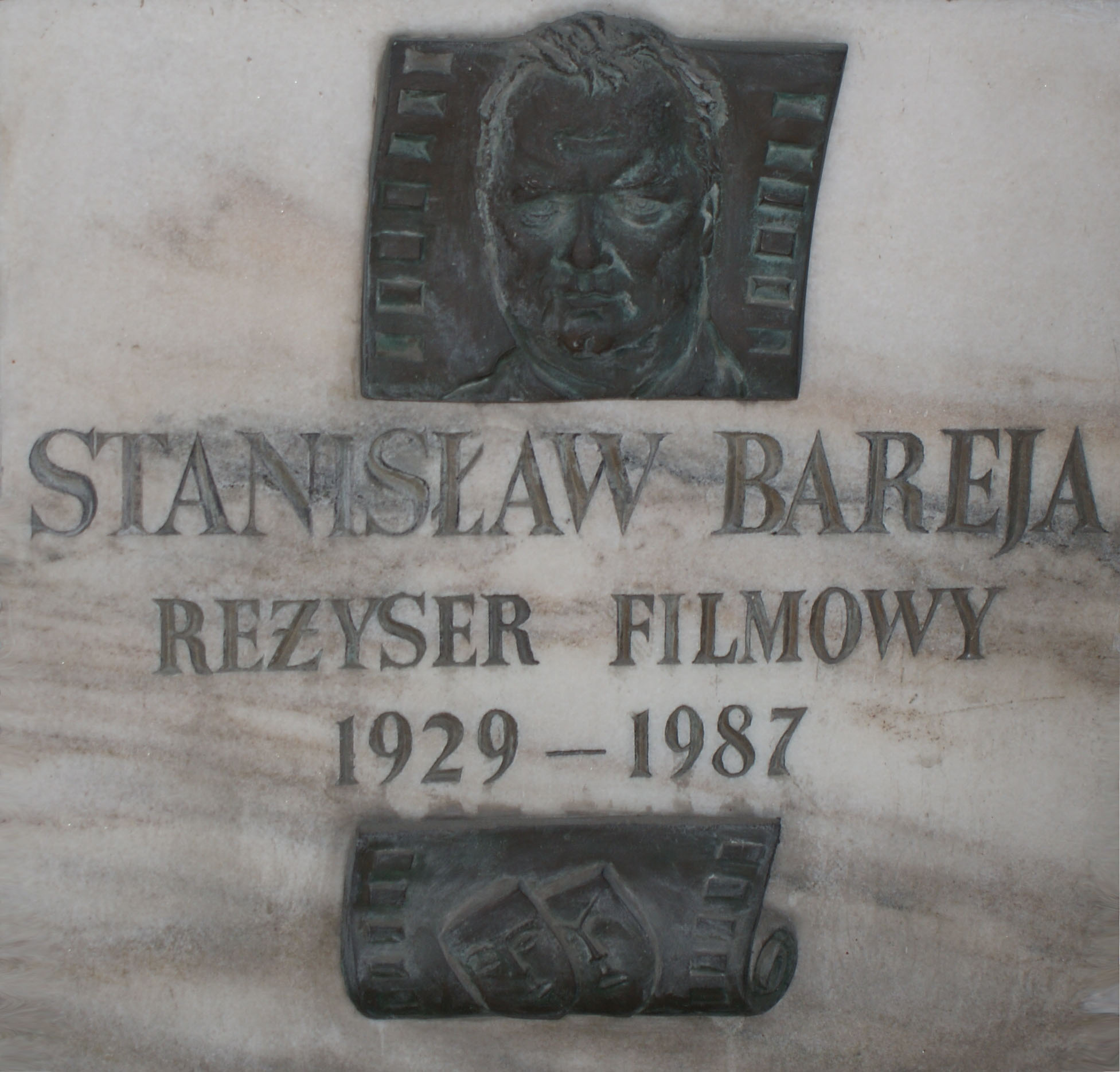
Надгробна таблиця Станіслава Бареї на Черняковському кладовищі у Варшаві

### Режисер
- Zmiennicy, 1986
- Alternatywy 4 1983
- Miś, 1980
- Co mi zrobisz, jak mnie złapiesz?, 1978
- Brunet wieczorową porą, 1976
- Niespotykanie spokojny człowiek, 1975
- Nie ma róży bez ognia, 1974
- Poszukiwany poszukiwana, 1972
- Przygoda z piosenką, 1968
- Małżeństwo z rozsądku, 1966
- Kapitan Sowa na tropie 1965
- Żona dla Australijczyka, 1963
- Dotknięcie nocy, 1961
- Mąż swojej żony, 1960

### Сценарист
- Zmiennicy 1986
- Alternatywy 4 (1983)
- Miś, 1980
- Co mi zrobisz, jak mnie złapiesz?, 1978
- Brunet wieczorową porą, 1976
- Nie ma róży bez ognia, 1974
- Poszukiwany poszukiwana, 1972
- Przygoda z piosenką, 1968
- Barbara i Jan (1964), з Єжи Зярняком
- Mąż swojej żony, 1960, з Єжи Юрандотом